# Liste der Kulturdenkmäler in Wöllstadt
Die folgende Liste enthält die in der Denkmaltopographie ausgewiesenen Kulturdenkmäler auf dem Gebiet  der Gemeinde Wöllstadt, Wetteraukreis, Hessen.
Hinweis: Die Reihenfolge der Denkmäler in dieser Liste orientiert sich zunächst an Ortsteilen und anschließend der Anschrift, alternativ ist sie auch nach der Bezeichnung, der vom Landesamt für Denkmalpflege vergebenen Nummer oder der Bauzeit sortierbar.
Kulturdenkmäler werden fortlaufend im Denkmalverzeichnis des Landes Hessen durch das Landesamt für Denkmalpflege Hessen auf Basis des Hessischen Denkmalschutzgesetzes (HDSchG) geführt. Die Schutzwürdigkeit eines Kulturdenkmals hängt nicht von der Eintragung in das Denkmalverzeichnis des Landes Hessen oder der Veröffentlichung in der Denkmaltopographie ab.

## Nieder-Wöllstadt
| Bild                                             | Bezeichnung                                                                      | Lage                                                  | Beschreibung | Bauzeit | Objekt-Nr. |
| ------------------------------------------------ | -------------------------------------------------------------------------------- | ----------------------------------------------------- | ------------ | ------- | ---------- |
| Bild gesucht BW                                  | Hofgut Neuherberge                                                               | Außenliegend Lage                                     |              |         | 7311 DDB   |
| Bild gesucht BW                                  | Rosbach-Wehr                                                                     | Außenliegend Lage                                     |              |         | 7309 DDB   |
| Bild gesucht BW                                  |                                                                                  | Bahnhofstraße 1 LageFlur: 1, Flurstück: 34/1          |              |         | 7237 DDB   |
| Rathaus                                          | Rathaus                                                                          | Bahnhofstraße 2 LageFlur: 1, Flurstück: 32            |              |         | 7239 DDB   |
| weitere Bilder                                   | Bahnhof                                                                          | Eisenbahnstraße 11 LageFlur: 1, Flurstück: 242        |              |         | 7241 DDB   |
| weitere Bilder                                   | Ehem. Bahnwärterhäuschen                                                         | Eisenbahnstraße 19 LageFlur: 1, Flurstück: 1350       |              |         | 7243 DDB   |
| weitere Bilder                                   | Ehem. Bahnwärterhäuschen                                                         | Eisenbahnstraße 21 LageFlur: 1, Flurstück: 1349/1     |              |         | 7243 DDB   |
| Wasserturm                                       | Wasserturm                                                                       | Eisenbahnstraße o. Nr. LageFlur: 1, Flurstück: 1352/2 |              |         | 7245 DDB   |
| Ehem. Schmiede                                   | Ehem. Schmiede                                                                   | Frankfurter Straße 1 LageFlur: 1, Flurstück: 184/2    |              |         | 7247 DDB   |
| Bild gesucht BW                                  | vierseitig umbaute Hofanlage mit südlich anschließendem Garten                   | Frankfurter Straße 2 LageFlur: 1, Flurstück: 188/1    |              |         | 7249 DDB   |
| Spritzenhaus                                     | Spritzenhaus                                                                     | Frankfurter Straße 5 LageFlur: 1, Flurstück: 103      |              |         | 7251 DDB   |
| weitere Bilder                                   | Wohnhaus und rückwärtiges Wirtschaftsgebäude                                     | Frankfurter Straße 6 LageFlur: 1, Flurstück: 1001     |              |         | 7253 DDB   |
| weitere Bilder                                   | vierseitig umbaute Hofanlage, mit nördlich anschließendem Garten mit Gartenlaube | Frankfurter Straße 9 LageFlur: 1, Flurstück: 100/1    |              |         | 7255 DDB   |
| weitere Bilder                                   | dreiseitig umbauter Hof mit Hofpflaster                                          | Frankfurter Straße 13 LageFlur: 1, Flurstück: 98/1    |              |         | 7257 DDB   |
| weitere Bilder                                   | Gasthaus 'Zur Goldenen Rose'                                                     | Frankfurter Straße 17 LageFlur: 1, Flurstück: 39      |              |         | 7259 DDB   |
| Ehem. 'Stockheimer Hof' und Gasthaus 'Zum Stern' | Ehem. 'Stockheimer Hof' und Gasthaus 'Zum Stern'                                 | Frankfurter Straße 19 LageFlur: 1, Flurstück: 38      |              |         | 7261 DDB   |
|                                                  |                                                                                  | Frankfurter Straße 20 LageFlur: 1, Flurstück: 987     |              |         | 7263 DDB   |
|                                                  |                                                                                  | Frankfurter Straße 24 LageFlur: 1, Flurstück: 834/3   |              |         | 7265 DDB   |
|                                                  |                                                                                  | Frankfurter Straße 26 LageFlur: 1, Flurstück: 769/1   |              |         | 7267 DDB   |
| Bild gesucht BW                                  | Ev. Pfarrkirche mit Gedenkstätte                                                 | Frankfurter Straße 27-29 LageFlur: 1, Flurstück: 2, 3 |              |         | 7269 DDB   |
| vierseitig umbaute Hofanlage                     | vierseitig umbaute Hofanlage                                                     | Frankfurter Straße 34 LageFlur: 1, Flurstück: 559     |              |         | 7271 DDB   |
| weitere Bilder                                   |                                                                                  | Frankfurter Straße 36 LageFlur: 1, Flurstück: 544/1   |              |         | 7273 DDB   |
| weitere Bilder                                   | Wohnhaus und rückwärtige Scheune                                                 | Frankfurter Straße 38 LageFlur: 1, Flurstück: 543/1   |              |         | 7275 DDB   |
| weitere Bilder                                   | Ehem. Gasthof 'Zur Linde'                                                        | Frankfurter Straße 41 LageFlur: 1, Flurstück: 318/1   |              |         | 7277 DDB   |
| weitere Bilder                                   |                                                                                  | Frankfurter Straße 59 LageFlur: 1, Flurstück: 1354/3  |              |         | 7279 DDB   |
| weitere Bilder                                   | Historische Grabmäler auf dem christlichen Friedhof von 1878                     | Friedhofsweg LageFlur: 1, Flurstück: 1089             |              |         | 7281 DDB   |
| Bild gesucht BW                                  | Gesamtanlage Nieder-Wöllstadt                                                    | Lage                                                  |              |         | 7235 DDB   |
|                                                  |                                                                                  | Große Braugasse 16 LageFlur: 1, Flurstück: 802/1      |              |         | 7283 DDB   |
|                                                  |                                                                                  | Ilbenstädter Straße 4 LageFlur: 1, Flurstück: 226/3   |              |         | 7287 DDB   |
| weitere Bilder                                   |                                                                                  | Kleine Braugasse 1 LageFlur: 1, Flurstück: 823/1      |              |         | 7291 DDB   |
| weitere Bilder                                   |                                                                                  | Kleine Braugasse 4 LageFlur: 1, Flurstück: 829/5      |              |         | 7293 DDB   |
|                                                  |                                                                                  | Kleine Braugasse 11 LageFlur: 1, Flurstück: 807       |              |         | 7295 DDB   |
| Ehem. Brauhaus                                   | Ehem. Brauhaus                                                                   | Kleine Braugasse 12 LageFlur: 1, Flurstück: 1543/6    |              |         | 7297 DDB   |
| weitere Bilder                                   |                                                                                  | Kleine Burggasse 4 LageFlur: 1, Flurstück: 555        |              |         | 7299 DDB   |
| weitere Bilder                                   | Ehem. Spritzenhaus                                                               | Kleine Burggasse 9 LageFlur: 1, Flurstück: 587/2      |              |         | 7301 DDB   |
| weitere Bilder                                   |                                                                                  | Lindenstraße 3 LageFlur: 1, Flurstück: 11/2           |              |         | 7303 DDB   |
| weitere Bilder                                   | Jüdischer Friedhof                                                               | Ringstraße o. Nr. Lage                                |              |         | 7305 DDB   |
| Ehem. Lehrerhaus                                 | Ehem. Lehrerhaus                                                                 | Schulstraße 8 LageFlur: 1, Flurstück: 7/7             |              |         | 7307 DDB   |

## Ober-Wöllstadt
| Bild                                  | Bezeichnung                   | Lage                                                | Beschreibung | Bauzeit | Objekt-Nr. |
| ------------------------------------- | ----------------------------- | --------------------------------------------------- | ------------ | ------- | ---------- |
| weitere Bilder                        | Wegekreuz                     | Am Friedhof o. Nr. LageFlur: 5, Flurstück: 163, 164 |              |         | 7317 DDB   |
| weitere Bilder                        | Pietà                         | Assenheimer Weg o. Nr. Lage                         |              |         | 7319 DDB   |
| weitere Bilder                        | Wegekreuz                     | Außenliegend Lage                                   |              |         | 7337 DDB   |
| Bild gesucht BW                       | Gesamtanlage Ober-Wöllstadt   | Lage                                                |              |         | 7315 DDB   |
| weitere Bilder                        |                               | Gießener Straße 2 LageFlur: 1, Flurstück: 324       |              |         | 7321 DDB   |
| Hanauer Straße 6                      |                               | Hanauer Straße 6 LageFlur: 1, Flurstück: 227        |              |         | 7323 DDB   |
| Hanauer Straße 7, rückwärtige Scheune | rückwärtige Scheune           | Hanauer Straße 7 LageFlur: 1, Flurstück: 319        |              |         | 7325 DDB   |
| weitere Bilder                        | Gänsbachbrücke                | Hanauer Straße o. Nr. LageFlur: 6, Flurstück: 165   |              |         | 7327 DDB   |
| Im Holzhain 6                         |                               | Im Holzhain 6 LageFlur: 1, Flurstück: 280           |              |         | 7329 DDB   |
| weitere Bilder                        | Kapelle                       | Kapellenweg o. Nr. Lage                             |              |         | 7331 DDB   |
| Kath. Pfarrkirche St. Stephan         | Kath. Pfarrkirche St. Stephan | Kirchgasse 1/2 LageFlur: 1, Flurstück: 310/1        |              |         | 7333 DDB   |
| weitere Bilder                        | Wegekreuz                     | Rosenstraße o. Nr. LageFlur: 1, Flurstück: 706/1    |              |         | 7335 DDB   |